# Fernando Macedo da Silva Rodilla
Fernando Macedo da Silva Rodilla (A Coruña, 20 april 1982) - alias Nano - is een Spaans voetballer die bij voorkeur als aanvaller speelt. Hij tekende in januari 2015 bij Racing Ferrol. Dat lijfde hem transfervrij in nadat hij vijf maanden geen club had.
Nano kwam in 1997 van Ural CF naar de cantera (jeugdopleiding) van FC Barcelona. Hij doorliep de verschillende jeugdelftallen en in 1998 kwam de aanvaller bij FC Barcelona B. In het seizoen 1999/2000 debuteerde Nano op 27 oktober 1999 in het eerste elftal tegen AIK Solna (5-0) in een groepswedstrijd van de UEFA Champions League. Trainer Louis van Gaal bracht hem in de rust als vervanger van verdediger Carles Puyol in het veld. In 2003 speelde Nano enkele keren met het eerste elftal in de Primera División. Op 23 maart kwam hij tegen Racing Santander als vervanger voor Patrick Kluivert vijftien minuten in actie en op 27 april speelde Nano twintig minuten tegen Real Sociedad als invaller voor Juan Román Riquelme. Ook had de aanvaller een basisplaats in de halve finale van de Copa de Catalunya tegen Terrassa FC op 8 mei 2003. Uiteindelijk werd hij niet goed genoeg bevonden voor FC Barcelona en in 2003 vertrok Nano naar Atlético Madrid. Nano speelde in het eerste seizoen regelmatig met 28 wedstrijden en vijf doelpunten in de Primera División. In het seizoen 2004/2005 kwam hij niet verder dan elf competitiewedstrijden en een transfer naar Getafe CF volgde. In het seizoen 2005/2006 kwam Nano met slechts acht duels en twee doelpunten in de Primera División evenmin overtuigen en in 2006 werd hij door Getafe CF verkocht aan Cádiz CF, dat destijds in de Segunda División A speelde. Na een korte passage bij Racing Ferrol (2008-2009), speelde Nano drie jaar voor CD Numancia. Dit verruilde hij in juli 2013 voor CA Osasuna en dat een jaar later voor Deportivo Alavés.